# Set (commande)
Pour les articles homonymes, voir set.
Set est une commande sous Windows et sous Unix (y compris Linux) qui affiche les variables d’environnement.

## Commandesetsur Windows
La commande set sans aucun paramètre permet de lister les variables d’environnement. Les variables liées au shell ne sont pas affichées (exemple : %ERRORLEVEL%, %DATE%, %TIME%, %CD%, %RANDOM% etc.)
Cette commande permet aussi de paramétrer une variable d'environnement.
```
set VARIABLE=value
```

Exemple de résultat de cette commande sur Windows 7 (pour un utilisateur appelé Dupont sur un ordinateur dont le hostname est monbeaupc:
```
ALLUSERSPROFILE=C:\ProgramData
APPDATA=C:\Users\dupont\AppData\Roaming
CommonProgramFiles=C:\Program Files\Common Files
CommonProgramFiles(x86)=C:\Program Files (x86)\Common Files
CommonProgramW6432=C:\Program Files\Common Files

COMPUTERNAME
=monbeaupc

ComSpec=C:\Windows\system32\cmd.exe

FP_NO_HOST_CHECK=NO

HOMEDRIVE=C
:

HOMEPATH
=\Users\dupont
LOCALAPPDATA=C:\Users\dupont\AppData\Local
LOGONSERVER=\\MONBEAUPC

NUMBER_OF_PROCESSORS=8

OS
=
Windows NT

Path
=C:\Program Files\Common Files\Microsoft Shared\Windows Live;C:\Program Files (x86)\Common  Files\Microsoft Shared\Windows Live;C:\Windows\system32;C:\Windows;
C:\Windows\System32\Wbem
;C:\Windows\System32\Windows
PowerShell
\v1.0\;C:\Program Files (x86)\Windows Live\Shared

PATHEXT
=
.COM
;
.EXE
;
.BAT
;
.CMD
;
.VBS
;
.VBE
;
.JS
;.JSE;
.WSF;.WSH
;
.MSC

PROCESSOR_ARCHITECTURE
=
AMD64

PROCESSOR_IDENTIFIER=
Intel
64 Family 6 Model 30 Stepping 5, 
Genuine
Intel
PROCESSOR_LEVEL=6
PROCESSOR_REVISION=1e05
ProgramData=C:\ProgramData

ProgramFiles=C:\Program Files

ProgramFiles(x86)=C:\Program Files (x86)
ProgramW6432=C:\Program Files

PROMPT
=$P$G
PSModulePath=C:\Windows\system32\Windows
PowerShell
\v1.0\Modules\
PUBLIC=C:\Users\Public
SESSIONNAME=Console
SystemDrive=C:
SystemRoot=C:\Windows
TEMP=C:\Users\dupont\AppData\Local\Temp
TMP=C:\Users\dupont\AppData\Local\Temp
USERDOMAIN=monbeaupc
USERNAME=dupont
USERPROFILE=C:\Users\dupont
windir=C:\Windows
```

## Commandesetsur Unix
La commande set sans aucun paramètre liste à la fois les variables d'environnement et les variables liées au shell. Cette commande est spécifique du Shell Unix utilisée (bash, ksh, sh, etc.). Toutefois des paramètres sont disponibles.
La commande unset permet de détruire une variable d'environnement.

### Commande "shopt" sur les versions récentes de bash
Depuis la version 2.0 du bash, il existe une commande supplémentaire à set : c'est la commande shopt ; elle a un comportement très semblable à set.